# Sepedonella bredoi
Sepedonella bredoi är en tvåvingeart som beskrevs av Verbeke 1950. Sepedonella bredoi ingår i släktet Sepedonella och familjen kärrflugor.
Artens utbredningsområde är Kongo. Inga underarter finns listade i Catalogue of Life.